# 2. Eishockey-Bundesliga 2003/04
Die Saison 2003/04 der 2. Eishockey-Bundesliga war die sechste Spielzeit der neuen eingleisigen zweithöchsten deutschen Spielklasse und begann im Gegensatz zur Vorsaison mit 14 Teilnehmern.
Vor der Saison konnten die Tölzer Löwen wie der wegen Insolvenz nach der Saison 2002/03 aus der DEL ausgeschlossene Schwenninger ERC das Insolvenzverfahren rechtzeitig für die Lizenzerteilung beenden, ebenso wie die Mannschaft des SC Riessersee, welche die Voraussetzungen allerdings erst sehr spät erfüllen konnte.

## Voraussetzungen

### Teilnehmer
Von den Teilnehmern des Vorjahresmeisterschaft waren der EHC Freiburg in die DEL aufgestiegen; die Lausitzer Füchse und der REV Bremerhaven waren in die Oberliga abgestiegen. Neu in der Liga waren die Schwenninger Wild Wings, die die DEL-Lizenz verloren und der 1. EV Blue Devils Weiden, Meister und Aufsteiger aus der Oberliga.

### Modus
Im Vergleich zur Vorsaison wurde der Modus erneut geändert. Zuerst wurde wieder eine Vorrunde als Doppelrunde absolviert, während der die Mannschaft des SC Riessersee am 5. Dezember 2003 wegen ausstehender Zahlungen als Folge zweier hintereinander verhängten Heimspielsperren vom Spielbetrieb ausgeschlossen wurde. Zusätzlich wurde für die GmbH Anfang Dezember 2003 Fremdinsolvenzantrag gestellt.
Nach der Vorrunde nahmen die Teilnehmer auf Platz 1 bis 8 an den Meisterschafts-Play-offs teil, nach denen der Meister EHC Wolfsburg einen letztlich erfolgreichen Antrag auf Aufnahme in die Deutsche Eishockey Liga stellte. Die Teilnehmer auf Platz 9 bis 13 spielten in einer Abstiegsrunde nur noch einen sportlichen Absteiger aus, wobei während der Runde gegen die die Heilbronner Falken organisierende GmbH im April 2004 ebenfalls ein Insolvenzantrag gestellt wurde.

## Vorrunde

### Abschlusstabelle
|      | Klub                        | Sp                              | S                               | OTS SOS                         | OTN SON                         | N                               | Tore                            | Diff.                           | Punkte                          |
| ---- | --------------------------- | ------------------------------- | ------------------------------- | ------------------------------- | ------------------------------- | ------------------------------- | ------------------------------- | ------------------------------- | ------------------------------- |
| 01.  | Grizzly Adams Wolfsburg     | 48                              | 30                              | 1                               | 6                               | 11                              | 159:099                         | +60                             | 98                              |
| 02.  | EC Bad Nauheim              | 48                              | 24                              | 5                               | 7                               | 12                              | 148:130                         | +18                             | 89                              |
| 03.  | Straubing Tigers            | 48                              | 22                              | 7                               | 7                               | 12                              | 170:121                         | +49                             | 87                              |
| 04.  | Landshut Cannibals          | 48                              | 23                              | 5                               | 5                               | 15                              | 163:140                         | +23                             | 84                              |
| 05.  | EV Duisburg                 | 48                              | 22                              | 7                               | 2                               | 17                              | 151:143                         | +08                             | 82                              |
| 06.  | Bietigheim Steelers         | 48                              | 25                              | 2                               | 2                               | 19                              | 197:152                         | +45                             | 81                              |
| 07.  | Eisbären Regensburg         | 48                              | 22                              | 6                               | 3                               | 17                              | 153:125                         | +28                             | 81                              |
| 08.  | Schwenninger Wild Wings (A) | 48                              | 22                              | 6                               | 1                               | 19                              | 200:193                         | +07                             | 79                              |
| 9.   | ETC Crimmitschau            | 48                              | 18                              | 3                               | 3                               | 24                              | 145:172                         | −27                             | 63                              |
| 010. | Heilbronner Falken          | 48                              | 18                              | 3                               | 3                               | 24                              | 153:160                         | −07                             | 63                              |
| 11.  | ESV Kaufbeuren              | 48                              | 13                              | 5                               | 4                               | 26                              | 157:214                         | −57                             | 53                              |
| 12.  | Tölzer Löwen                | 48                              | 12                              | 1                               | 6                               | 29                              | 120:185                         | −65                             | 44                              |
| 13.  | Blue Devils Weiden (N)      | 48                              | 7                               | 3                               | 5                               | 33                              | 140:222                         | −82                             | 32                              |
| 14.  | SC Riessersee               | Vom Spielbetrieb ausgeschlossen | Vom Spielbetrieb ausgeschlossen | Vom Spielbetrieb ausgeschlossen | Vom Spielbetrieb ausgeschlossen | Vom Spielbetrieb ausgeschlossen | Vom Spielbetrieb ausgeschlossen | Vom Spielbetrieb ausgeschlossen | Vom Spielbetrieb ausgeschlossen |

Abkürzungen: Sp = Spiele, S = Siege, OTS = Siege nach Verlängerung, SOS = Siege nach Penaltyschießen, OTN = Niederlagen nach Verlängerung, SON = Niederlagen nach Penaltyschießen, N = Niederlagen, (N) = Neuling, (A) = Absteiger

Erläuterungen:       = Play-offs,       = Abstiegsrunde.
Bietigheim lag wegen des gewonnenen direkten Vergleichs (6:6 Punkte, 14:10 Tore) vor Regensburg.
Crimmitschau lag wegen des gewonnenen direkten Vergleichs (9:3 Punkte) vor Heilbronn.

### Ranglisten
| Kategorie         | Name            | Team                | Anzahl                   |
| Topscorer         | Craig Teeple    | Bietigheim Steelers | 85 Scorerpunkte          |
| Top-Torschütze    | Mark Woolf      | Eisbären Regensburg | 36 Tore                  |
| Top-Vorlagengeber | Andrej Kawaljou | Bietigheim Steelers | 57 Assists               |
| Top-Verteidiger   | Calvin Elfring  | Bietigheim Steelers | 62 Scorerpunkte          |
| Top-Torhüter      | Marek Mastič    | EHC Wolfsburg       | Gegentorschnitt von 1,88 |
| Shutout-Statistik | Marek Mastic    | EHC Wolfsburg       | 7                        |
| Strafbankkönig    | Scott Matzka    | ETC Crimmitschau    | 180                      |

### Zahlen und Fakten
- Geschossene Tore: 2056 (Schnitt pro Spiel 6.59)
- Geschossene Tore Heimteams: 1194 (Schnitt pro Spiel 3.83)
- Geschossene Tore Gastteams: 862 (Schnitt pro Spiel 2.76)
- Verlängerungen (ohne Penalty): 10
- Penaltyschießen: 44
- Auswärtssiege: 102
- Heimsiege: 210
- Höchster Auswärtssieg: ESV Kaufbeuren – Blue Devils Weiden 2:9 am 21. Spieltag (28. November 2003)
- Höchster Heimsieg: SC Bietigheim-Bissingen – ESV Kaufbeuren 14:1 am 44. Spieltag (15. Februar 2004)

## Play-offs
Alle Play-off-Runden wurden im Modus „Best of Five“ ausgespielt.

### Viertelfinale
|                    |   |                         | Serie | 1         | 2   | 3         | 4         | 5   |
| ------------------ | - | ----------------------- | ----- | --------- | --- | --------- | --------- | --- |
| EHC Wolfsburg      | – | Schwenninger Wild Wings | 3:0   | 7:4       | 8:4 | 5:1       | –         | –   |
| EC Bad Nauheim     | – | Eisbären Regensburg     | 3:2   | 1:2       | 3:1 | 2:3 n. P. | 3:0       | 4:3 |
| Landshut Cannibals | – | EV Duisburg             | 3:1   | 4:3       | 1:8 | 4:0       | 2:1 n. P. | –   |
| Straubing Tigers   | – | Bietigheim Steelers     | 0:3   | 4:5 n. P. | 4:8 | 2:4       | –         | –   |

### Halbfinale
|                |   |                     | Serie | 1         | 2         | 3   | 4   | 5         |
| -------------- | - | ------------------- | ----- | --------- | --------- | --- | --- | --------- |
| EC Bad Nauheim | – | Landshut Cannibals  | 2:3   | 0:3       | 2:1 n. P. | 5:2 | 1:3 | 2:3 n. P. |
| EHC Wolfsburg  | – | Bietigheim Steelers | 3:2   | 3:4 n. P. | 4:2       | 0:3 | 2:1 | 3:2 n. V. |

### Finale
|               |   |                    | Serie | 1   | 2   | 3   | 4   | 5 |
| ------------- | - | ------------------ | ----- | --- | --- | --- | --- | - |
| EHC Wolfsburg | – | Landshut Cannibals | 3:1   | 6:5 | 2:3 | 3:1 | 6:3 | – |

Der EHC Wolfsburg stieg nach erfolgreichem Aufnahmeantrag zur Saison 2004/05 in die Deutsche Eishockey Liga auf und lagerte seine Profimannschaft in die EHC Grizzly Adams Wolfsburg Spielbetriebs GmbH aus.

## Abstiegsrunde
|    | Klub                   | Sp | S | OTS SOS | OTN SON | N | Tore  | Diff. | Punkte |
| -- | ---------------------- | -- | - | ------- | ------- | - | ----- | ----- | ------ |
| 1. | Blue Devils Weiden (N) | 8  | 6 | 0       | 0       | 2 | 32:22 | +10   | 18     |
| 2. | ETC Crimmitschau       | 8  | 4 | 0       | 2       | 2 | 30:26 | +04   | 14     |
| 3. | ESV Kaufbeuren         | 8  | 4 | 1       | 0       | 3 | 32:19 | +13   | 14     |
| 4. | Tölzer Löwen           | 8  | 4 | 1       | 0       | 3 | 23:28 | −05   | 14     |
| 5. | Heilbronner Falken     | 8  | 0 | 0       | 0       | 8 | 16:38 | −22   | 0      |

Abkürzungen: Sp = Spiele, S = Siege, OTS = Siege nach Verlängerung, SOS = Siege nach Penaltyschießen, OTN = Niederlagen nach Verlängerung, SON = Niederlagen nach Penaltyschießen, N = Niederlagen, (N) = Neuling

Erläuterungen:       = Klassenerhalt,       = Abstieg.
Zwischen Kaufbeuren, Crimmitschau und Bad Tölz entschied der direkte Vergleich untereinander über die Abschluss-Platzierung. Crimmitschau (17:13 Tore, 8 Punkte) vor Kaufbeuren (13:9, 5) und Bad Tölz (8:16, 5).
Damit stiegen die Heilbronner Falken in die Eishockey-Oberliga ab.